# 一意化定理
一意化定理(uniformization theorem)とは、すべての単連結リーマン面は、開円板、複素平面、リーマン球面の 3つのうちのひとつに共形同値であるという定理である。特に、単連結リーマン面は定曲率(constant curvature)のリーマン計量を持つ。この定理は普遍被覆リーマン面を楕円型（正の曲率、正の曲がった曲率をもつ）、放物型（平坦）、双曲型(負曲率）として分類する。
一意化定理はリーマンの写像定理の平面の固有な単連結開部分集合から、任意の単連結はリーマン面への一般化である。
一意化定理は、任意の連結である第二可算の面の同様な結果、定数曲率のリーマン計量を与えることができることを意味している。

## 歴史
フェリックス・クライン  Klein (1883) と アンリ・ポアンカレ  Poincaré (1882) は、代数曲線（リーマン面）の一意化を予想した。Henri Poincaré (1883) では、この予想を任意の多値函数へ拡張し、この条件に合う問題について議論した。一般の一意化定理の最初の厳密な証明は、 Poincaré (1907) と Paul Koebe (1907a, 1907b, 1907c) で与えられた。ポール・ケーベ(Paul Koebe)は後日、いくつかの証明と一般化を与えた。この歴史は Gray (1994) に記述されている。

## 分類
すべてのリーマン面はその普遍被覆の上の離散群(discrete group)の自由で固有な正則作用の商であり、この普遍被覆は次の中のひとつに正則同型（「共形同値」ということもある）である。
1. リーマン球面
2. 複素平面
3. 複素平面内の単位円板

## 曲面の幾何学的分類
向き付け可能曲面上では、リーマン計量から次のように自然に概複素構造へ導かれる。接ベクトル v に対し、J (v) を v と直交し、(v, J (v)) が正の向き付けをもつような、v と同じ長さのベクトルとする。曲面上では概複素構造は可積分であるので、このことは与えられた曲面をリーマン面とすることを意味する。
このことより、計量の入った曲面は次のように分類される。連結な計量の入った曲面は、次の中のひとつの等長群(isometry group)の離散部分群(discrete subgroup)の群作用による商空間である。
1. 球面 (曲率 +1)
2. ユークリッド平面 (曲率 0)
3. 双曲平面（英語版）(Hyperbolic plane) (曲率 −1).

第一の場合は、正のオイラー標数を持つすべての曲面の場合であり、球面や実射影平面を含んでいる。第二の場合は、オイラー標数が 0 であるすべての曲面の場合であり、ユークリッド平面、円柱、トーラスを含んでいる。第三の場合は、すべての負のオイラー標数の曲面であり、ほとんどすべて(almost all)の曲面が双曲的である。閉曲面に対し、この分類はガウス・ボネの定理と整合していて、ガウス・ボネの定理は、定曲率の閉曲面に対して、オイラー標数の符号と曲率の符号とは一致するはずであるという定理である。
負／平坦／正の分類は、代数幾何学でも対応する複素代数曲線の小平次元 -∞, 0, 1 に対応している。
リーマン面に対し、ラドの定理(Rado's theorem)は、曲面は自動的に第二可算であるという定理である。一般の曲面に対し、これはもはや正しくないので、上の分類は曲面が第二可算であることを前提とする必要がる。プリュファー曲面(Prüfer surface)は、（リーマン）計量の入らない曲面の例である。

## リッチフローとの関係
リッチフローを導入し、リチャード・S・ハミルトン(Richard Hamilton)は、閉曲面上のリッチフローが計量を規格化する（つまり、フローが定曲率計量に収束する）ことを示した。しかしながら、彼の証明は一意化定理に依存している。Xiuxiong Chen, Peng Lu, and Gang Tian (2006) は、一意化定理を回避した証明を与えた。

## 関連する定理
ケーベ(Koebe)は、リーマン面が複素球面に同相ならば（おなじことであるが、ジョルダン曲線で分割されるならば）、複素球面の開部分集合に共形同値であるという一般化された一意化定理(general uniformization theorem)を証明した。
3次元の場合には、8つの幾何学が存在するというサーストンの 8つの幾何構造となる。すべての 3次元多様体が幾何構造を持つわけではないが、サーストンの幾何化予想はグレゴリー・ペレルマン(Grigori Perelman)により、すべての 3次元多様体は幾何化可能なピースへ分解することができると言っている。
リップマン・バース(Lipman Bers)は、同じ準フックス群(quasi-Fuchsian group)を持つ 2つの種数 > 1 のコンパクトリーマン面は、同時に規格化できるという同時一意化定理(simultaneous uniformization theorem)を示した。
可測リーマン写像定理(measurable Riemann mapping theorem)は、より一般的に、一意化定理で複素球面の開部分集合は任意の与えられた有界ベルトラミ係数をもつ準共形写像(quasiconformal map)を選ぶことができるという定理である。